# Велики и мали
Велики и мали је југословенски драмски филм из 1956. године у режији Владимира Погачића. Сценарио су написали Миодраг Ђурђевић и Живорад Митровић.
"Велики и мали" први су југославенски дугометражни играни филм награђен на неком међународном филмском фестивалу (награда за режију у Карловим Варима).

## Радња
Павла полиција, при покушају да пребаци групу илегалаца на ослобођену територију, тражи и покушава да га ухвати. Павле жели да се склони код свог старог пријатеља, али му то не успева, али га мали Аца, пријатељев син, скрива, а истовремено и обавештава Павлове другове о ситуацији. Они нуде Ацином оцу да пође с њима, али он, не могавши да донесе одлуку, гине на вратима.
Међутим, помоћ стиже с неочекиване стране, од Стеванова малог сина Аце...

## Улоге
| Глумац            | Улога                |
| ----------------- | -------------------- |
| Бошко Николић     | Полицајац            |
| Бранка Пантелић   | Лела, Стеванова жена |
| Бранко Татић      | Инспектор            |
| Јозо Лауренчић    | Стеван Панић         |
| Љуба Тадић        | Павле                |
| Милан Срдоч       | Настојник            |
| Никола Ивковић    | Мали Аца             |
| Северин Бијелић   | Илија                |
| Татјана Бељакова  | Павлова девојка      |
| Страхиња Петровић |                      |

Комплетна филмска екипа  ▼
| Редитељ                   | Владимир Погачић     |                                       |
| Сценариста                | Миодраг Ђурђевић     |                                       |
| Композитор                | Бојан Адамич         |                                       |
| Директор фотографије      | Александар Секуловић | директор фотографије                  |
| Монтажер                  | Милада Рајшић — Леви | (као Милада Леви)                     |
| Сценограф                 | Никола Радановић     |                                       |
| Уметнички директор        | Властимир Гаврик     |                                       |
| Костимограф               | Славко Јамбрежић     |                                       |
| Одсек за шминку           | Савета Ковач         | шминкерка                             |
| Менаџер продукције        | Ивица Гај            | организатор (као И. Гај)              |
| Менаџер продукције        | Властимир Јовановић  | помоћник директора филма              |
| Менаџер продукције        | Миленко Станковић    | директор филма                        |
| Менаџер продукције        | Миодраг Станковић    | организатор (као Миша Станковић)      |
| Помоћник режије           | Крсто Шканата        | помоћник редитеља                     |
| Уметнички одсек           | Сретен Јовановић     | сценски реквизитер (као С. Јовановић) |
| Уметнички одсек           | Ђура Рашић           | сет дизајнер                          |
| Уметнички одсек           | Петар Савић          | сценски реквизитер (као П. Савић)     |
| Одсек за звук             | Радивој Вујић        | тон мајстор (као Раша Вујић)          |
| Специјални ефекти         | Божидар Милетић      | специјални ефекти (као Божа Милетић)  |
| Одсек за камеру и расвету | Здравко Игњатовић    | пратилац камере                       |
| Одсек за камеру и расвету | Ђорђе Јовчић         | вођа расвете                          |
| Одсек за камеру и расвету | Драги Марковић       | фотограф                              |
| Одсек за камеру и расвету | Душан Недељковић     | пратилац камере                       |
| Одсек за костим           | Борка Субарановић    | гардеробер                            |
| Одсек за монтажу          | Стефица Грос         | асистент монтажера                    |
| Остала екипа              | Десанка Погачић      | секретар режије (као Деја Погачић)    |

## Награде
Пула 56'
- Златна медаља Арена за фотографију[1][3]
- Златна медаља Арена за главну улогу Људи Тадићу[1][3]
- Златна медаља Арена за споредну улогу Јози Лауренчићу[1][3]
- Награда жирија критике за редитељски рад с глумцима[1]
- Награда Јози Лауренчићу за улогу[1]
- Награда Александру Секуловићу за фотографију[1]

## Културно добро
Југословенска кинотека је, у складу са својим овлашћењима на основу Закона о културним добрима, 28. децембра 2016. године прогласила сто српских играних филмова (1911−1999) за културно добро од великог значаја. На тој листи се налази и филм "Велики и мали".